# Betty Freeman
Betty Freeman (ur. 2 czerwca 1921 w Chicago, zm. 3 stycznia 2009 w Beverly Hills) – amerykańska filantropka i fotograf. 
Swoją fortunę odziedziczyła po ojcu będącym inżynierem chemicznym. Uznawana była za najbardziej wpływową filantropkę amerykańskiej muzyki współczesnej. Przyczyniła się do rozwoju kariery takich gwiazd jak: John Adams, Harrison Birtwistle, Pierre Boulez, John Cage, Philip Glass, Lou Harrison, Helmut Lachenmann, Steve Reich, Kaija Saariaho czy Virgil Thomson. 
Zmarła na raka trzustki.